# Los hombres saben, los pueblos marchan
Los hombres saben, los pueblos marchan fue un concurso español de televisión, emitido por TVE en 1969, dirigido por Enrique Martí Maqueda y presentado por Joaquín Soler Serrano. 

## Mecánica
El concurso seguía una mecánica parecida al de otros anteriores emitidos por Televisión Española como La unión hace la fuerza o Danzas de España: La confrontación entre representantes de las diferentes regiones y provincias españolas, en este caso respondiendo a preguntas de conocimientos culturales. El eslogan del espacio buscaba poner en valor la rica variedad de nuestras provincias.